# Széchenyi Zsigmond (vadász)

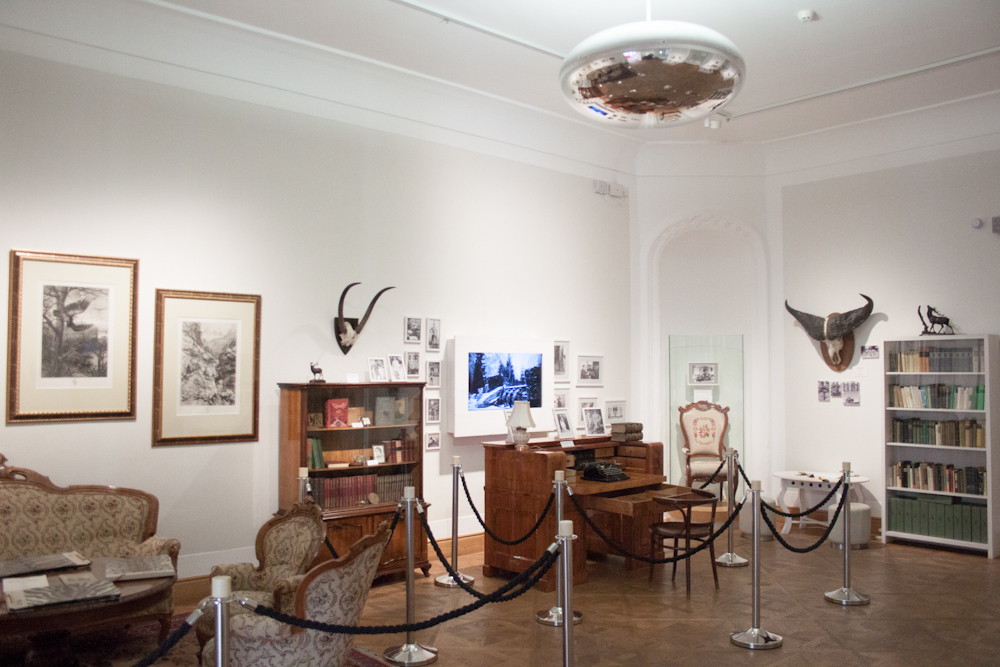
Széchenyi Zsigmond emlékszobája a róla elnevezett hatvani vadászati múzeumban

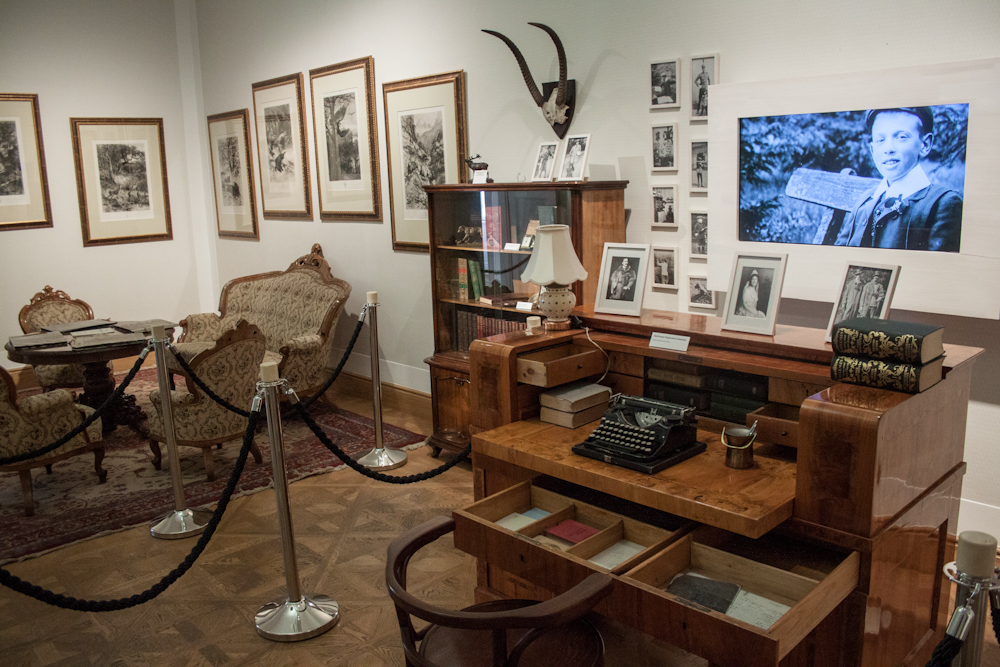

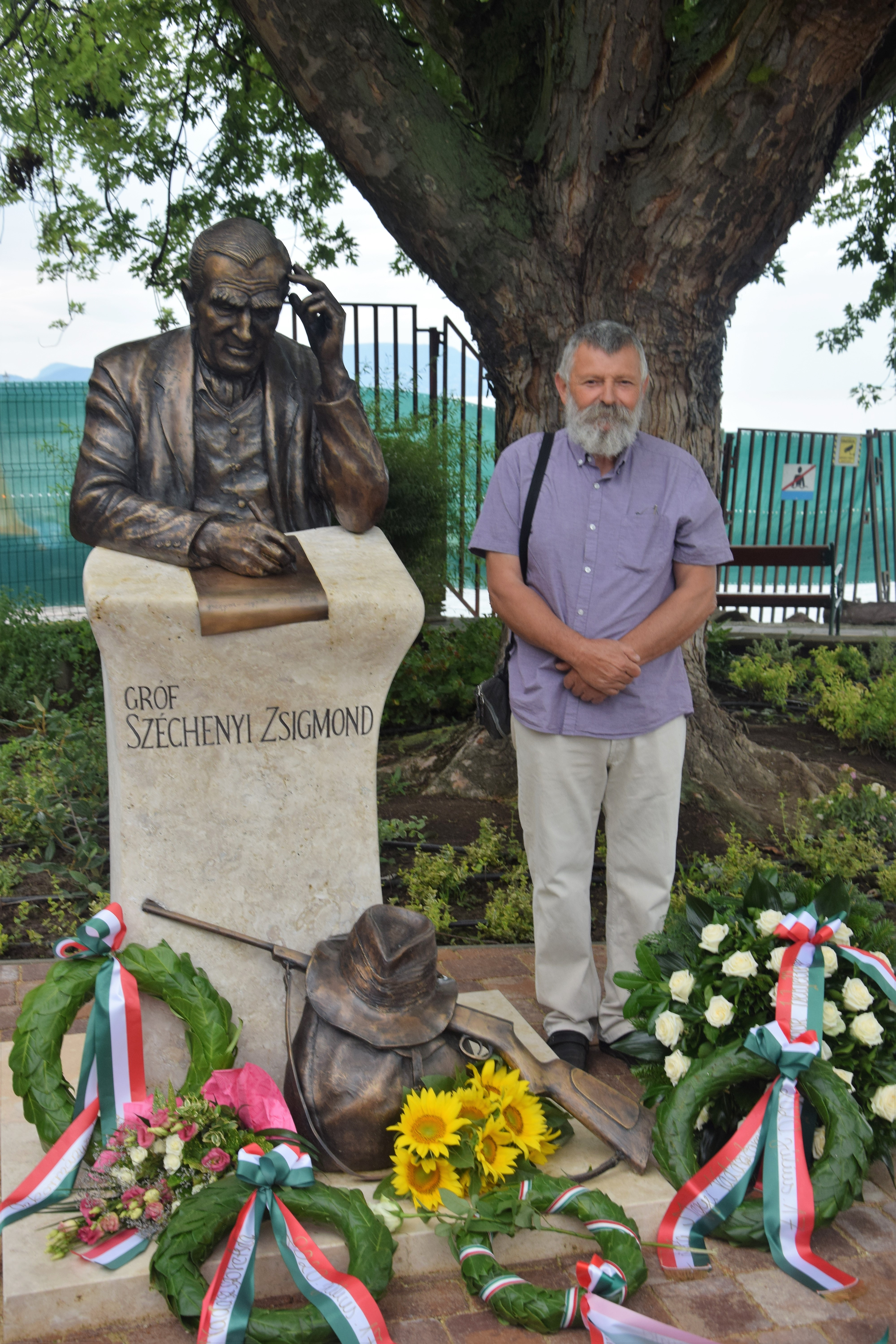
Széchenyi Zsigmond szobor Balatongyörökön, a mólónál. A szobor mellett az alkotó: Orr Lajos szobrászművész (2020)

Sárvár-felsővidéki gróf Széchenyi Zsigmond Antal Dénes Károly Gábor Mária (Nagyvárad, 1898. január 23. – Budapest, 1967. április 24.) magyar vadász, utazó, író. A magyar vadászati kultúra kimagasló alakja. Afrika, India, Alaszka és Európa vadásza. Kiemelkedő vadásztrófeája egy világrekorder mendeszantilop. Vadászkönyvtára Magyarország legjelentősebb vadászati szakkönyv gyűjteménye, mely jelenleg a Magyar Természettudományi Múzeumban tekinthető meg.

## Életútja
A fantáziát kárpótlásul kaptuk mindazért, amik nem vagyunk, a humorérzéket pedig vigaszképpen azért amik vagyunk.

### Családja és feleségei
A római katolikus főnemesi sárvár-felsővidéki gróf Széchenyi család sarja. Édesapja sárvár-felsővidéki gróf Széchenyi Viktor (1871–1945), Fejér vármegye és Székesfehérvár szabad királyi város főispánja, nagybirtokos és gazdálkodó, édesanyja gróf Ledebur Wicheln Karolina (1875–1956), csillagkeresztes és palotahölgy, a székesfehérvári Vöröskereszt választmány elnöke volt. Apai nagyszülei gróf Széchenyi Dénes (1828–1892), főrendiházi tag, országgyűlési képviselő, nagybirtokos és gróf Hoyos Mária (1838–1926), császári és királyi palotahölgy, csillagkeresztes hölgy voltak. Anyai nagyszülei gróf Ledebur Wicheln János (1842–1903), császári és királyi kamarás, miniszteri tanácsos, milleschaui nagybirtokos, és gróf Czernin von und zu Chudenitz Karonia (1847–1907), császári és királyi palotahölgy, csillagkeresztes hölgy, voltak. Testvérei: gróf Esterházy László császár és királyi kamarásné gróf Széchenyi Sarolta Antónia ("Sára") asszony, gróf Széchenyi Irma kisasszony, gróf Czernin von und zu Chudenitz Jaromirné gróf Széchenyi Márta, és gróf Széchenyi Antal voltak. Gróf Széchenyi Zsigmond a Magyar Nemzeti Múzeum alapítójának, Széchényi Ferenc grófnak ükunokája volt. Dédapja gróf Széchényi Lajos, Széchenyi István grófnak, a „legnagyobb magyar” bátyja volt.
Első felesége Stella Crowther (Wimbledon, London, Anglia, 1913. július 24.–†Henfield, West Sussex, Anglia, 1990. december 27.), akinek a szülei Dávid Stoner Crowther (1874–1937), yorkshirei pamutgyáros, angol iparmágnás és Alice Evelyn Groves voltak. A római katolikus egyházi esküvőt 1936. június 2.-án a budavári Zsigmond-kápolnában tartották Budapesten; a polgári házasságot pár nappal korábban május 28-án a VIII. kerületben kötötték. Az esketési szertartást Shvoy Lajos székesfehérvári megyéspüspök végezte. Az esküvő után délben a Park Clubban ebédelt a násznép, azután a fiatal pár falura utazott. Fiuk, Széchenyi Péter gróf Londonban született 1939. február 4-én, és hárman éltek Magyarországon. Stella Crowther Széchenyi Péter fiukkal már a háború elején visszaköltözött hazájába. Az ostrom idején a felesége nevén lévő villájuk értékeivel együtt porig égett, Széchenyi Zsigmond apja budavári házában lakott a kitelepítésig. 1945. március 13-án a szovjet hatóságok elvitték, a Tisza Kálmán – Köztársaság – téren, majd Csömörön, egy lágerben tartották fogva 1945. április 19-ig. Közben egyik kihallgatásakor, a Mosonyi úti fogházban véletlenül találkozott még édesapjával, aki az ő kiszabadulása előtt két nappal halt meg a fogságban elszenvedett bántalmazások miatt. Feleségétől 1945-ben elváltak. 1947-től vadászati felügyelő, majd szakmuzeológus lett kitelepítése után; 1950-ig még az Országos Erdőközpont vadászati felügyelője lehetett. 1951-ben kitelepítették Tiszapolgárra egy tyúkólba – megérkezésekor még a tyúkok is benne voltak. Öt hónap után másik kényszerlakhelyre költözhetett, Balatongyörökre, ahol ismerősei befogadó nyilatkozatot tettek. 1952 novemberében elhurcolta a rendőrség Keszthelyre, majd Veszprémbe, december elején a budapesti toloncházba. Április elején két hónapra átvitték a sopronkőhidai fegyházba, majd visszakerült a toloncházba, ahonnan június 13-án szabadult. Vissza kellett költöznie Balatongyörökre, ott élt 1959 tavaszáig, ott ismerte meg második feleségét Hertelendy Margitot.
A kommunista rendszer alatt baráti segítséggel munkát kapott a Keszthelyi Helikon Könyvtárában, ahol ismét vadászhatott. A könyvtárba úgy került, hogy Keresztury Dezső, az OSZK főkönyvtárosa talált egy szabályt, hogy a nemzeti főkönyvtár megalapításáért cserébe a magyar könyvtári hálózatnak állás biztosításával ki kell segítenie a Széchényi család tagjait, ha anyagilag ellehetetlenülnének. A második feleségét, a szintén elvált, ősrégi dunántúli nemesi származású hertelendi és vindornyalaki Hertelendy család sarját, hertelendi és vindornyalaki Hertelendy Margit (Pacsa, Zala vármegye, 1925. március 26. – Budapest, 2021. szeptember 5.) asszonyt 1959. május 5-én vette el Keszthelyen, aki szintén a Keszthelyi Helikon Könyvtárában dolgozott; első férje, Birck Miklós (1922–2003), mezőgazdasági mérnök volt, akitől született egy leánya, Birck Eszter. Hertelendy Margit édesapja, hertelendi és vindornyalaki Hertelendy József (1889–1933), perlaki szolgabíró, megyebizottsági tag, pacsai birtokos, édesanyja, révfalusi Szentmihályi Margit (1894–1977) asszony volt. Hertelendy Margit apai nagyszülei, hertelendi és vindornyalaki Hertelendy József (1855–1907), Zala vármegye törvényhatósági tag, földbirtokos, és lovag nemes Kucinic Elvira (1859–1955) asszony voltak; anyai nagyszülei révfalusi Szentmihályi Dezső (1863–1935), nagybirtokos, felsőházi tag, a "Zalavármegyei Gazdasági Egyesület" alelnöke, és nagymányai Koller Ilona (1871–1934) asszony voltak. Hertelendy Margit ősapja, Hertelendy György (1764-1831) zalai alispán volt, aki Deák Ferencnek és testvéreinek a gyámja volt, amikor árvaságra jutottak. Széchenyi Zsigmond gróf és Hertelendy Margit házasságából nem született gyermek.

### Tanulmányai
Gyermekkorát a Fejér vármegyei (ma Sárszentmihályhoz tartozó) Sárpentelén, illetve osztrák és cseh rokonsága Gutenstein, Milleschau és Niemes-i otthonaiban töltötte. Középiskoláit a székesfehérvári Állami Főreáliskolában, majd a budapesti Ferenc József Főgimnáziumban végezte.
1915-ben érettségizett, ezután azonnal besorozták és az első világháborúban 1916-1918 között csapatszolgálatot teljesített. Ezután jogi tanulmányait kezdte, de 1919-ben abbahagyta, mert életcéljának a természet és az állatvilág tanulmányozását tekintette. Felsőfokú iskoláit 1920–21 között Münchenben és Stuttgartban végezte, majd 1922–23-ban Oxfordban és Cambridge-ben bővítette nyelvtudását és zoológiai ismereteit.

### A második világháború és utána
1924–1932 között a Somogy vármegyei Kőröshegyen gazdálkodott, erre az időre esett első afrikai állatgyűjtő és vadászexpedíciója. 1927 tavaszán vadászott Almásy Lászlóval Szudánban, majd vadászott Egyiptomban, Líbiában, Kenyában, Tanganyikában és Ugandában. 1935-ben Alaszka következett, 1937-38-ban India, majd 1938-ban ismét Afrika. A második világháború alatt nagy veszteség érte. Leégett budapesti Istenhegyi úti villája, és megsemmisült trófeagyűjteménye. 1947-től vadászati felügyelőként dolgozott az Országos Erdészeti Központban. 1950-ben a Mezőgazdasági Múzeumban, szakmúzeológus, de 1951-ben kitelepítették egy Hajdú megyei Polgár melletti tanyára. A Rákosi-korszakban sok igazságtalanság érte de aztán még az 1950-es években bekerült a Keszthelyi Helikon Könyvtárba, itt dolgozott egy szakbibliográfián a vadászati irodalomról négy nyelven. 1955-ben a Szépirodalmi Könyvkiadó ismét kiadta a már negyed százada megjelent Csui!...-t. Felesége Hertelendy Margit bátorítására és biztatására ismét írni kezdett.
1960-ban hivatalos állami expedícióval (Dénes Istvánnal, Szunyoghy Jánossal, Schuller Imrével és Böröczky Kornéllal) Kelet-Afrikában járt. 1964-ben kilencedszer, de egyben utoljára jutott el Afrikába. Élete utolsó éveiben megadatott neki, hogy a szocializmusban is elismerjék munkásságát. Kádár János is többször vadászott vele. 1967. április 24-én Budapesten hunyt el. Szakkönyvtára csodával határos módon túlélte a második világháborút, halálakor már több mint 4000 kötetet számlált. Széchenyi Zsigmond vadászkönyvtára Magyarország legjelentősebb vadászati szakkönyvgyűjteménye, melyet 1969-ben a Mezőgazdasági Minisztérium megvásárolt a Természettudományi Múzeum számára.

## Vadászútjai

### Európa

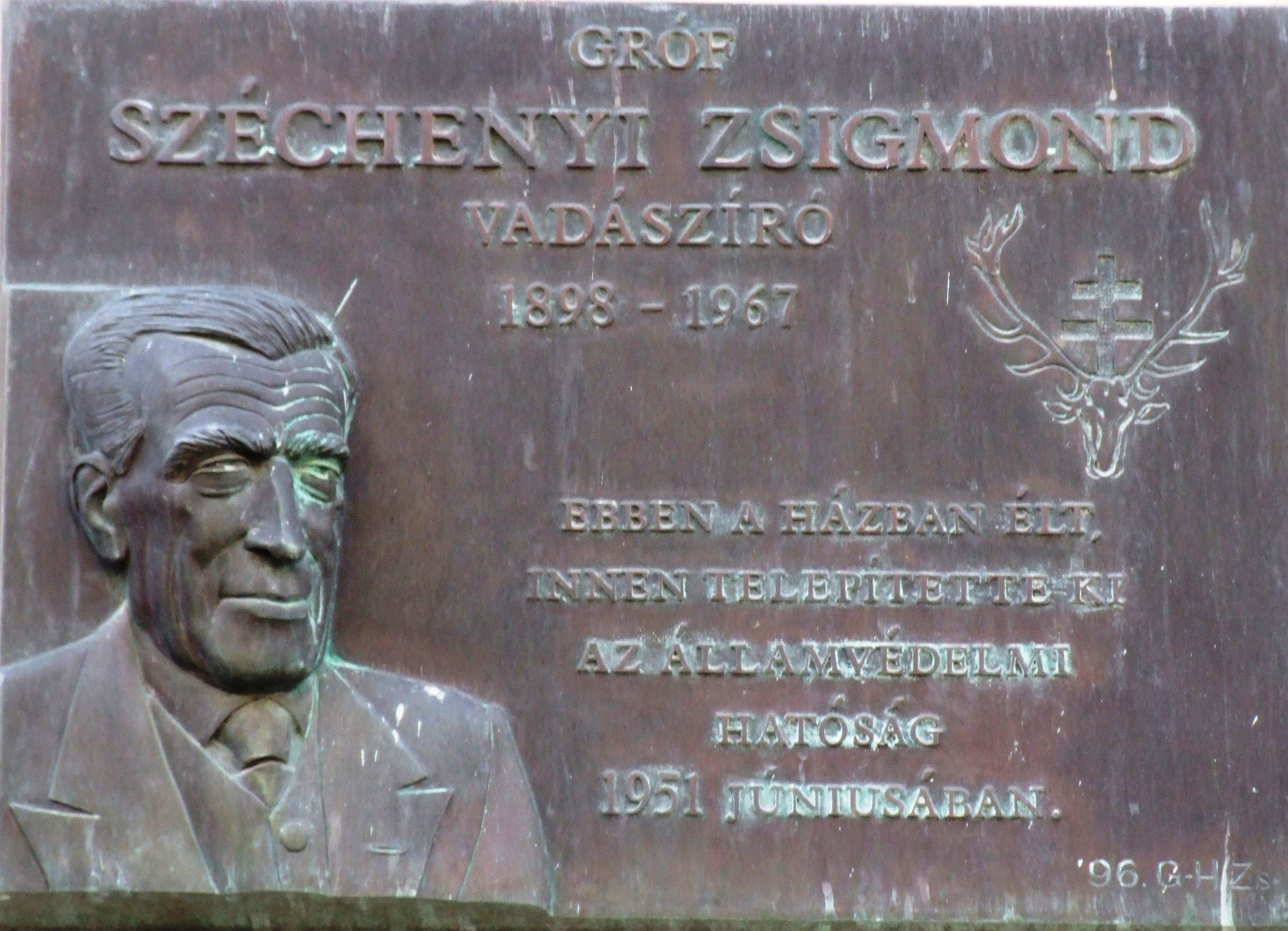
Széchenyi Zsigmond emléktáblája Budapesten az Úri utcában

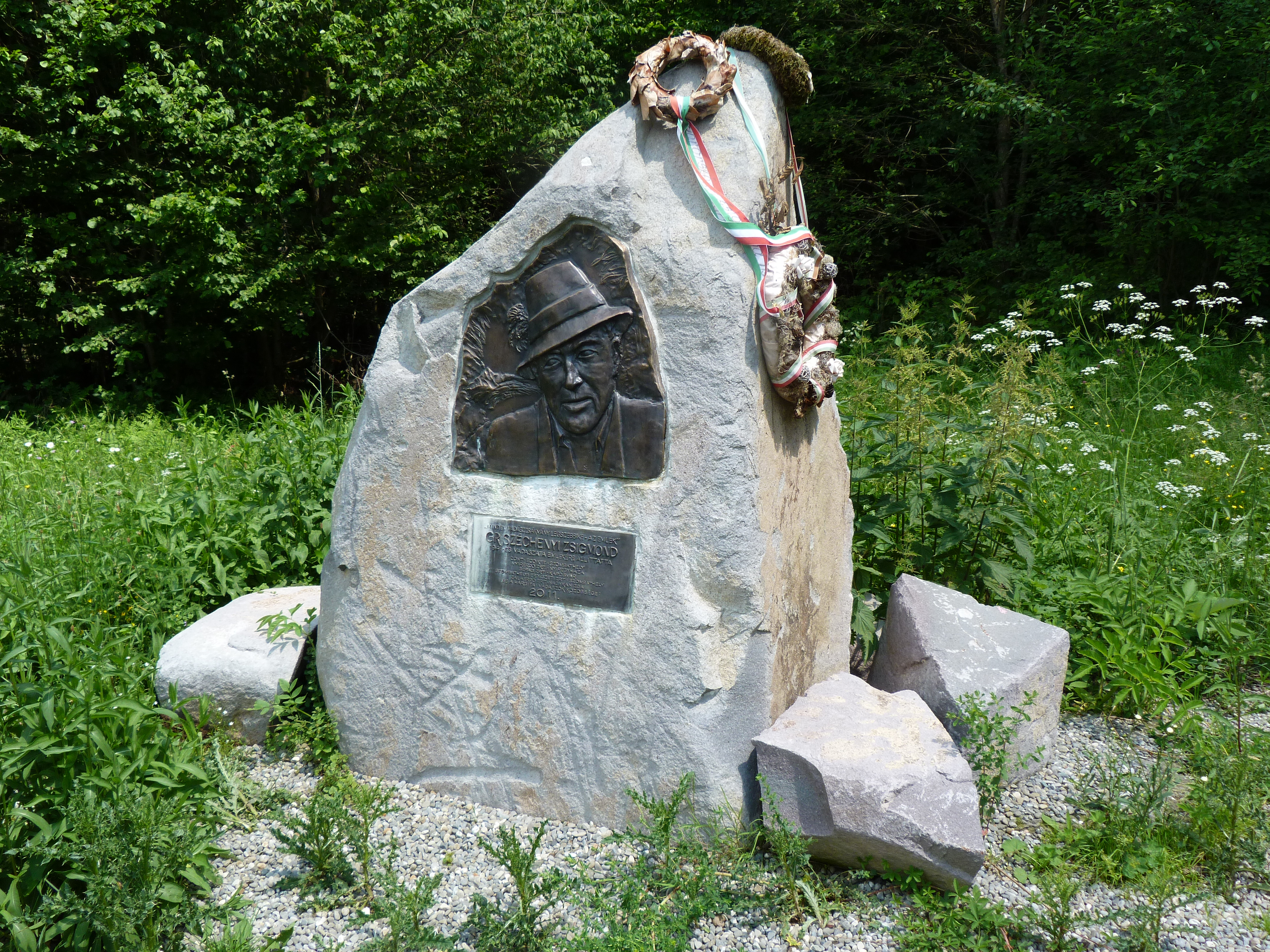
Széchenyi Zsigmond - Madarasi Hargita

1915-1930 között Magyarországon a Bakonyban, a Vértesben és kőröshegyi birtokán főleg gímszarvasra vadászott és ezért utazott a Kárpátokba is. Erdélybe 1941-től járt rendszeresen, legtöbbször a marostordai Dédabisztrára, ahol a szarvason kívül medvére, őzbakra, vaddisznóra, Tirolban, ahova évről évre járt, zergére és fajdfélékre vadászott. Európai útjai során több országot is meglátogatott, Skóciában skót hófajdra, Olaszországban alpesi kőszáli kecskére stb.

### Afrika
- 1927-ben került sorra első afrikai vadászútja, amelyen Almásy László volt a társa és Szudán keleti felében az abesszin határ közelében levő Fung-tartományban jártak. Az erről szóló élménybeszámolója a Szarvasok nyomában című könyvének második részében olvasható.
- 1928 novemberében a kenyai Guaso Nyiro folyó mellett lévő Buff and Rhino Campban, a Massai Rezervátumban vadászott leopárdra, oroszlánra, kafferbivalyra, afrikai elefántra, impalára, orrszarvúra. Erről az útjáról emlékezik meg első könyve, a Csui!.... Itt ejtette el a legnagyobb elefántagyar párt, amit valaha magyar vadász elejtett - súlyuk 133 és 1/2 font, 134 és 1/2 font volt. Ezen útján a társa Károlyi István volt.
- 1929 márciusában már a Kitui vidéken járt az elefántok nyomában.
- 1932. november – 1933. március: Ismét visszatért Kenyába, ahol főleg elefántra, bongóra-antilopra és oroszlánra vadászott. Ennek és 1933 telén tett útjának állít emléket az Afrikai tábortüzek című könyve.
- 1933. november – 1934. március: Kenyában az Északi Guaso Nyiro környékén vadászott kafferbivalyra, a Khulal-hegynél nagykudura, karácsonykor elefántra, majd ismét bivalyra és oroszlánra. 1934 márciusa a Kitui őserdőben éri elefántot kutatva.
- 1935. január – március: A Szudánban elterülő Líbiai-sivatagban vett részt egy Almásy László vezette expedícióban ahol Horthy Jenővel antilopra vadászott. Itt lőtte azóta is világrekordernek számító Addaxát. A sivatagi élményeket a Hengergő homok című könyve örökítette meg.
- 1938-ban Indiából hazatérőben Egyiptomban vadászott núbiai kőszáli kecskére (lásd. Két kecske c. könyvét)
- 1959-ben Mombassába utazott és az útról film is készült Afrikában jártunk címmel, Schuller Imre operatőr-rendezésével. A Természettudományi Múzeumnak a Nemzeti Múzeumban tárolt Afrika gyűjteménye 1956-ban leégett, a kormány elhatározta, hogy pótolja a megsemmisült anyagot. E cél érdekében egy gyűjtőexpedíciót szerveztek és Széchenyi Zsigmondot bízták meg vezetésével. Második felsége Hertelendy Margit kísérte az úton és számos fényképfelvételt készített az afrikai utazásról.
- 1963-ban Mombasába utazott vadászúton az 1956-ban elpusztult gyűjtemény további pótlása céljából. Második felesége Hertelendy Margit ismét útitársa volt.

### Ázsia
1937. december – 1938. március: Indiai vadászélményeit Nahar című könyvében foglalta össze. Ebben az útban az első felesége Stella Crowther a kísérője volt.

### Észak-Amerika
1935 nyarán Alaszkában vadászott jávorszarvasra, Kodiak-medvére, kanadai vadjuhra és karibura.

## Emlékezete

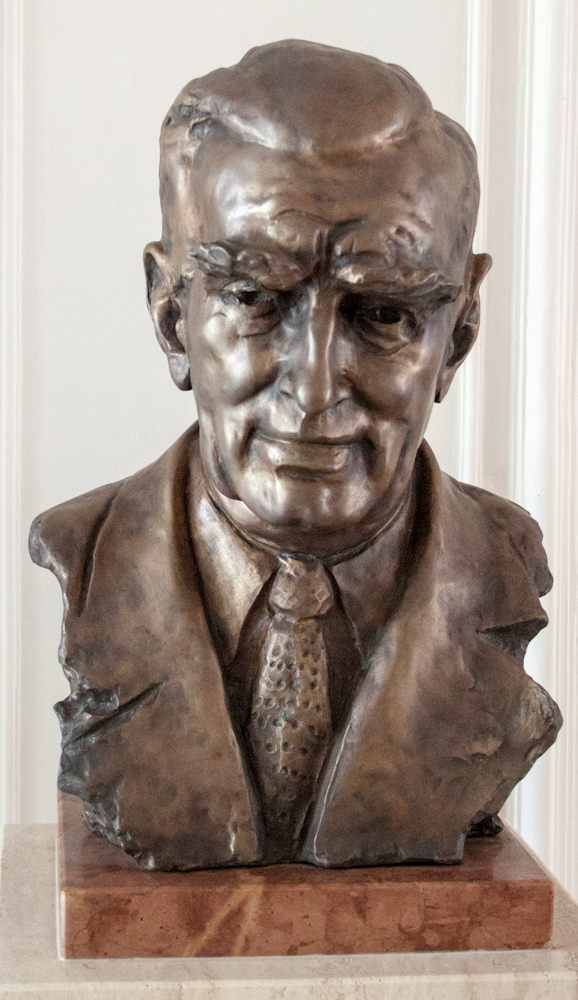
Mellszobra a róla elnevezett Hatvani Vadászati Múzeumban

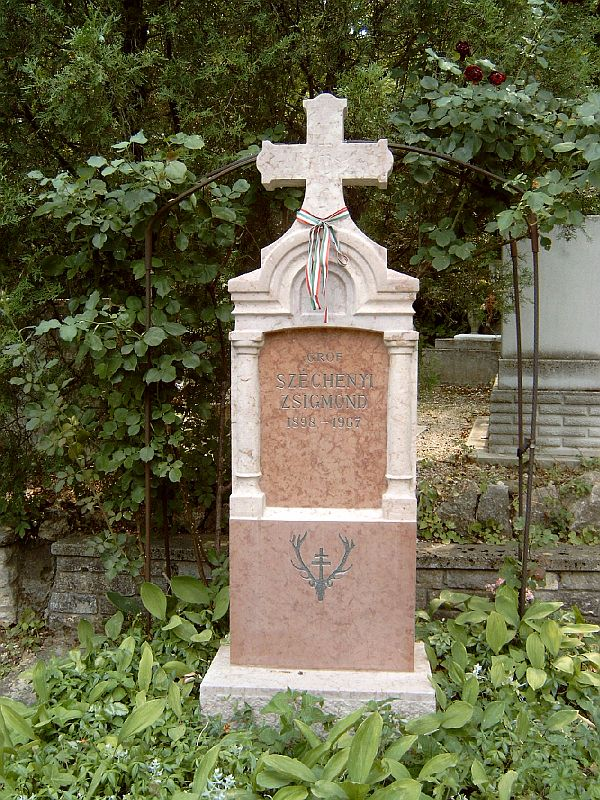
Széchenyi Zsigmond sírja Budapesten. Farkasréti temető: 21/1-1-69/70.

2014-ben a hatvani Grassalkovich-kastélyban megnyitották a Széchenyi Zsigmond Vadászati Múzeumot, amelyben személyes tárgyaival, emlékeivel létrehozták a Széchenyi Zsigmond emlékszobát is.

## Művei

### Magyarul
| Cím                      | Kiadás éve | Kiadások száma | Példányszám |
| ------------------------ | ---------- | -------------- | ----------- |
| Csui!...                 | 1930       | 10 kiadás      | 351 650     |
| Elefántország            | 1934       | 2 kiadás       | 9000        |
| Hengergő homok           | 1935       | 3 kiadás       | 45 600      |
| Alaszkában vadásztam     | 1937       | 9 kiadás       | 210 550     |
| Nahar                    | 1940       | 8 kiadás       | 280 200     |
| Afrikai tábortüzek       | 1959       | 4 kiadás       | 187 000     |
| Ahogy elkezdődött        | 1961       | 5 kiadás       | 159 350     |
| Denaturált Afrika        | 1968       | 2 kiadás       | 90 500      |
| Vadászat négy földrészen | 1987       | 1 kiadás       | 19 600      |
| Két kecske               | 1942       | 1 kiadás       | 3000        |
| Trófeáim bemutatkoznak   | 1990       | 1 kiadás       | 16 000      |
| A szarvas selejtezése    | 1948       | 1 kiadás       | 500         |
| Ünnepnapok               | 1963       | 4 kiadás       | 122 800     |
| Szarvasok nyomában       | 1979       | 1 kiadás       | 76 000      |
| Összesen:                |            | 52 kiadás      | 1 571 750   |

- Afrikai tábortüzek. Vadásznapló-kivonatok, 1932–1934; DNM, Pusztazámor, 2020
  - (Elefántország címen is)
- Trófeáim bemutatkoznak

### Idegen nyelven
- Land of Elephants (London) 1 kiadás
- Tusschen dieren Gouddelvers (Amszterdam) 1 kiadás
- Alaska (München) 2 kiadás
- Bergteufel und Wüstenböcke (Salzburg) 1 kiadás
- Nahar kral 'dzungle (Bratislava) 1 kiadás
- Poloval somma Alaske (Bratislava) 1 kiadás
- Wie es begann… (Salzburg) 1 kiadás
- Feiertage (Salzburg) 2 kiadás

## Származása
| sárvár-felsővidéki gróf Széchenyi Zsigmond (Nagyvárad, 1898. január 23. – Budapest, 1967. április 24.) magyar vadász, utazó, író. A magyar vadászati kultúra kimagasló alakja. | Apja: sárvár-felsővidéki gróf Széchenyi Viktor (*Pozsony, 1871. október 10.– Budapest, 1945. április 19.) Fejér vármegye és Székesfehérvár szabad királyi város főispánja, földbirtokos | Apai nagyapja: sárvár-felsővidéki gróf Széchényi Dénes (*Horpács, 1828. szeptember 7.– Gutenstein, 1892. szeptember 28.) jogi doktor, a főrendiház tagja, sportlovas, földbirtokos | Apai nagyapai dédapja: sárvár-felsővidéki gróf Széchényi Lajos (*Horpács, 1781. november 6.– †Bécs, 1855. február 7.) császári és királyi kamarás és valóságos belső titkos tanácsos, földbirtokos (Szülei: gróf Széchényi Ferenc, politikus, könyvtár- és múzeumszervező, és gróf tolnai Festetics Julianna) |
| sárvár-felsővidéki gróf Széchenyi Zsigmond (Nagyvárad, 1898. január 23. – Budapest, 1967. április 24.) magyar vadász, utazó, író. A magyar vadászati kultúra kimagasló alakja. | Apja: sárvár-felsővidéki gróf Széchenyi Viktor (*Pozsony, 1871. október 10.– Budapest, 1945. április 19.) Fejér vármegye és Székesfehérvár szabad királyi város főispánja, földbirtokos | Apai nagyapja: sárvár-felsővidéki gróf Széchényi Dénes (*Horpács, 1828. szeptember 7.– Gutenstein, 1892. szeptember 28.) jogi doktor, a főrendiház tagja, sportlovas, földbirtokos | Apai nagyapai dédanyja: gróf Franziska von Wurmbrand-Stuppach (Bécs,1797. január 21.– Bécs, 1873. május 7.) (Szülei: gróf Gundakkar von Wurmbrand-Stuppach és báró Mária Josepha von Ledebur-Wicheln) |
| sárvár-felsővidéki gróf Széchenyi Zsigmond (Nagyvárad, 1898. január 23. – Budapest, 1967. április 24.) magyar vadász, utazó, író. A magyar vadászati kultúra kimagasló alakja. | Apja: sárvár-felsővidéki gróf Széchenyi Viktor (*Pozsony, 1871. október 10.– Budapest, 1945. április 19.) Fejér vármegye és Székesfehérvár szabad királyi város főispánja, földbirtokos | Apai nagyanyja: gróf Hoyos Mária (Brno, 1838. február 3.– Sárpentele, 1926. július 21.) a császár- és királyné palotahölgye, csillagkereszteshölgy                                 | Apai nagyanyai dédapja: gróf Hoyos Heinrich (Bécs, 1804. március 24.– Bécs, 1854. november 18.) (Szülei: gróf Hoyos Johann Ernst, és gróf Maria Theresia von Schlabrendorff) |
| sárvár-felsővidéki gróf Széchenyi Zsigmond (Nagyvárad, 1898. január 23. – Budapest, 1967. április 24.) magyar vadász, utazó, író. A magyar vadászati kultúra kimagasló alakja. | Apja: sárvár-felsővidéki gróf Széchenyi Viktor (*Pozsony, 1871. október 10.– Budapest, 1945. április 19.) Fejér vármegye és Székesfehérvár szabad királyi város főispánja, földbirtokos | Apai nagyanyja: gróf Hoyos Mária (Brno, 1838. február 3.– Sárpentele, 1926. július 21.) a császár- és királyné palotahölgye, csillagkereszteshölgy                                 | Apai nagyanyai dédanyja: zicsi és vásonkeői gróf Zichy Felicia (Pest, 1809. szeptember 2.– Gutenstein, 1880. június 27.) (Szülei: gróf Zichy Károly, főkamarásmester, nagybirtokos, Pozsega vármegye főispánja, Moson vármegye főispánja és gróf tolnai Festetics Julianna)                                   |
| sárvár-felsővidéki gróf Széchenyi Zsigmond (Nagyvárad, 1898. január 23. – Budapest, 1967. április 24.) magyar vadász, utazó, író. A magyar vadászati kultúra kimagasló alakja. | Anyja: gróf Karolina von Ledebur-Wicheln (Petersburch, Bohémiai királyság, 1875. július 1.– Balatongyörök, 1956. január 4.) csillagkeresztes és palotahölgy                             | Anyai nagyapja: gróf Johann von Ledebur-Wicheln (Krzemusche, Bohémiai királyság, 1842. május 30.– †Prága, 1903. május 14.)                                                         | Anyai nagyapai dédapja: gróf Adolf von Ledebur-Wicheln (Krzemusche, Bohémiai királyság, 1812. június 14.– †Krzemusche, 1886. október 20.) (Szülei: gróf Arthur von Ledebur-Wicheln és herceg Maria Theresia von Hartig)                                                                                       |
| sárvár-felsővidéki gróf Széchenyi Zsigmond (Nagyvárad, 1898. január 23. – Budapest, 1967. április 24.) magyar vadász, utazó, író. A magyar vadászati kultúra kimagasló alakja. | Anyja: gróf Karolina von Ledebur-Wicheln (Petersburch, Bohémiai királyság, 1875. július 1.– Balatongyörök, 1956. január 4.) csillagkeresztes és palotahölgy                             | Anyai nagyapja: gróf Johann von Ledebur-Wicheln (Krzemusche, Bohémiai királyság, 1842. május 30.– †Prága, 1903. május 14.)                                                         | Anyai nagyapai dédanyja: gróf Johanna von Nostitz-Rieneck (Prága, 1819. január 22.– †Prága, 1870. október 10.) (Szülei: gróf Johannes Wenzel von Nostitz-Rieneck és Karolina von Clam und Gallas) |
| sárvár-felsővidéki gróf Széchenyi Zsigmond (Nagyvárad, 1898. január 23. – Budapest, 1967. április 24.) magyar vadász, utazó, író. A magyar vadászati kultúra kimagasló alakja. | Anyja: gróf Karolina von Ledebur-Wicheln (Petersburch, Bohémiai királyság, 1875. július 1.– Balatongyörök, 1956. január 4.) csillagkeresztes és palotahölgy                             | Anyai nagyanyja: gróf Karoline Czernin von Chudenitz (Bécs, 1847. február 15.– †Prága, 1907. április 14.)                                                                          | Anyai nagyanyai dédapja: gróf Jaromir Czernin von Chudenitz (Bécs, 1818. március 13.– †Petersburch, Bohémiai királyság, 1908. november 26.) (Szülei: gróf Eugen Karl Czernin von Chudenitz és gróf Maria Therese von Orsini und Rosenberg)                                                                    |
| sárvár-felsővidéki gróf Széchenyi Zsigmond (Nagyvárad, 1898. január 23. – Budapest, 1967. április 24.) magyar vadász, utazó, író. A magyar vadászati kultúra kimagasló alakja. | Anyja: gróf Karolina von Ledebur-Wicheln (Petersburch, Bohémiai királyság, 1875. július 1.– Balatongyörök, 1956. január 4.) csillagkeresztes és palotahölgy                             | Anyai nagyanyja: gróf Karoline Czernin von Chudenitz (Bécs, 1847. február 15.– †Prága, 1907. április 14.)                                                                          | Anyai nagyanyai dédanyja: gróf Karoline von Schaffgotsch (Brno, 1820. szeptember 13.– †Petersburch, Bohémiai királyság, 1876. október 9.) (Szülei: gróf Johann von Schaffgotsch és herceg Maria von Lamberg)                                                                                                  |